# 만항층

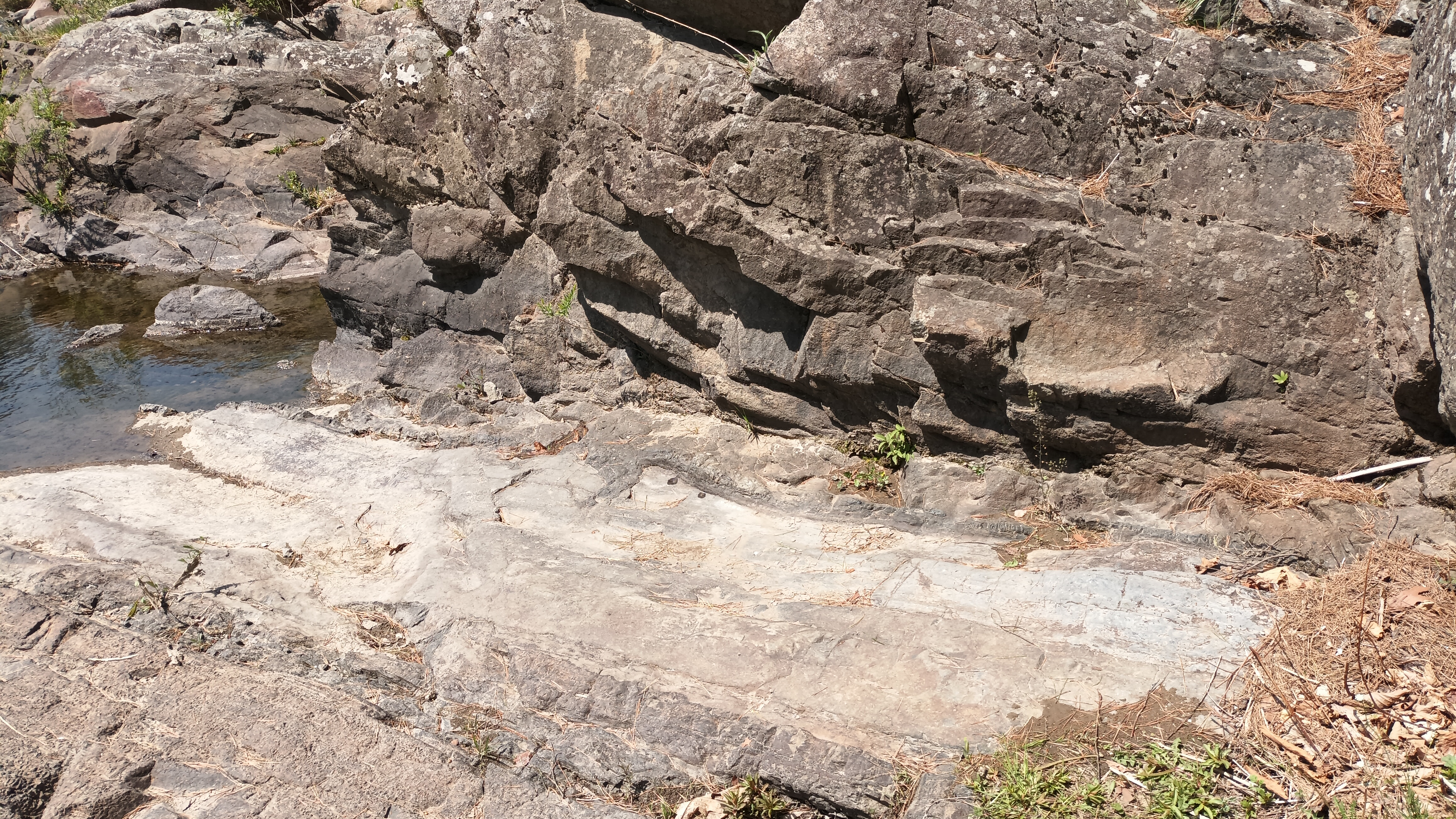
태백시 동점동 지역에 드러난 조선 누층군 두위봉층과 평안 누층군 만항층의 부정합 경계이다.

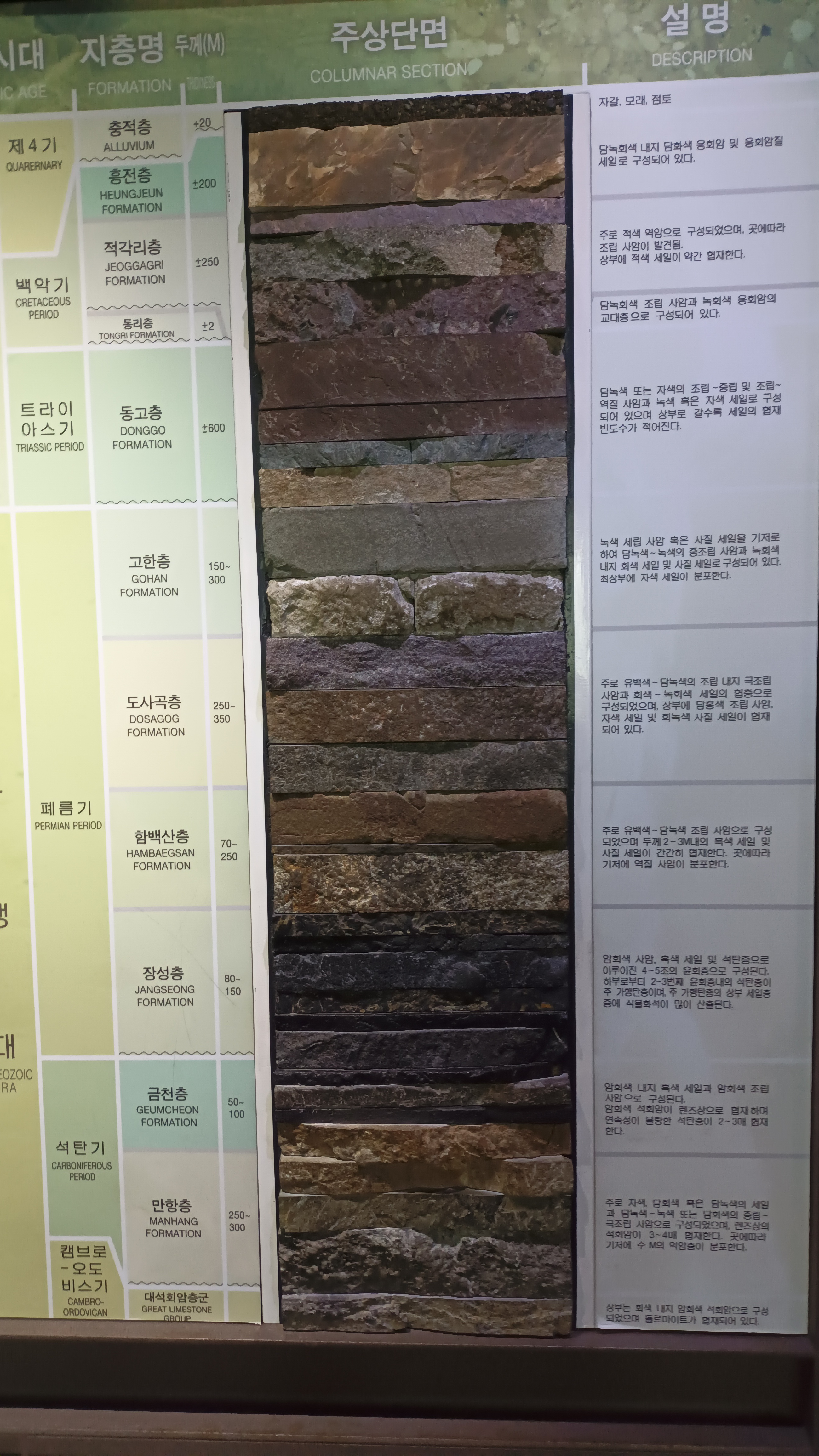
삼척탄전 지역 주상단면도

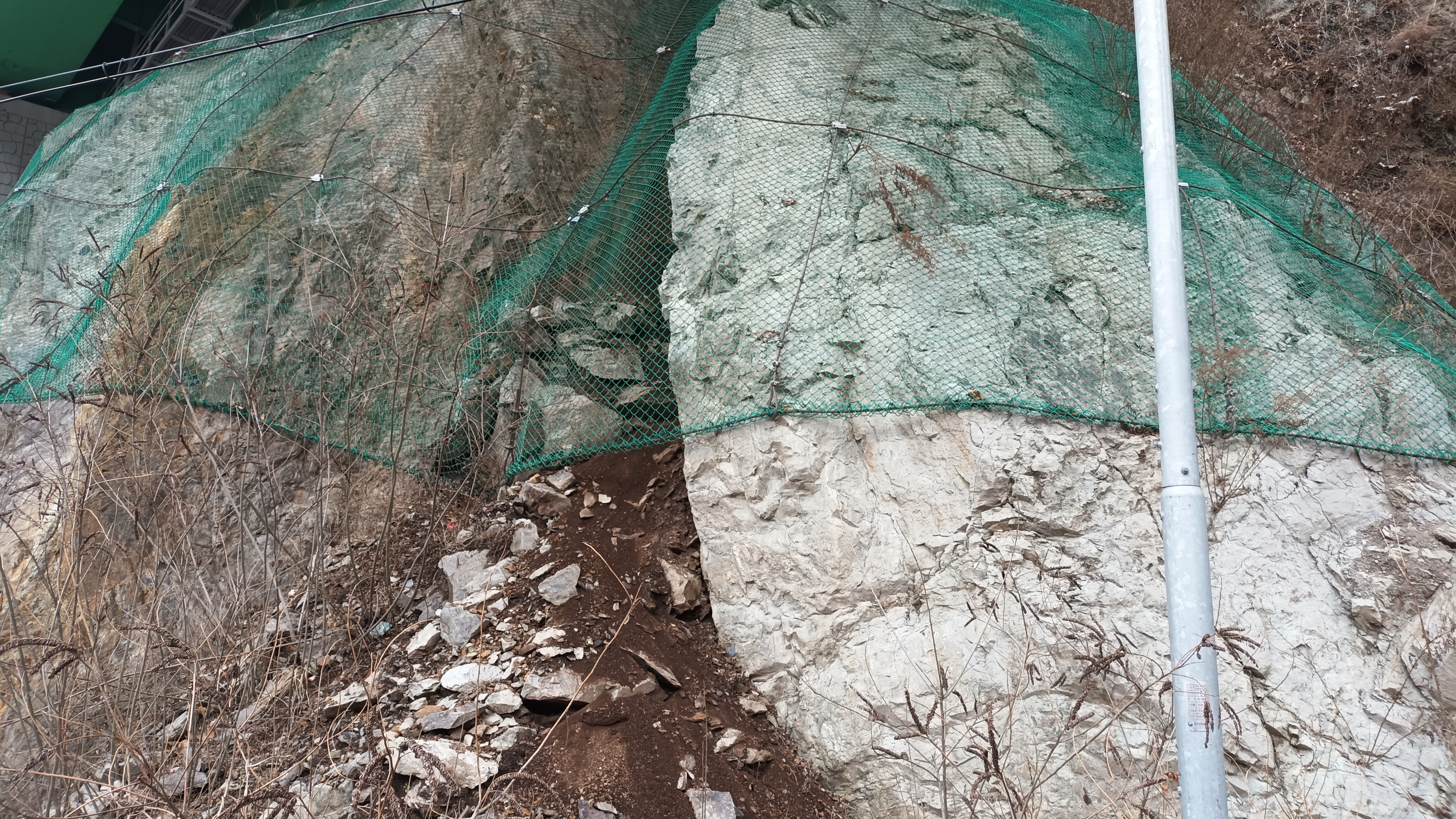
만항층의 백색 사암(오른쪽), 정선군 남면 무릉리 묵산1교 교각 하부

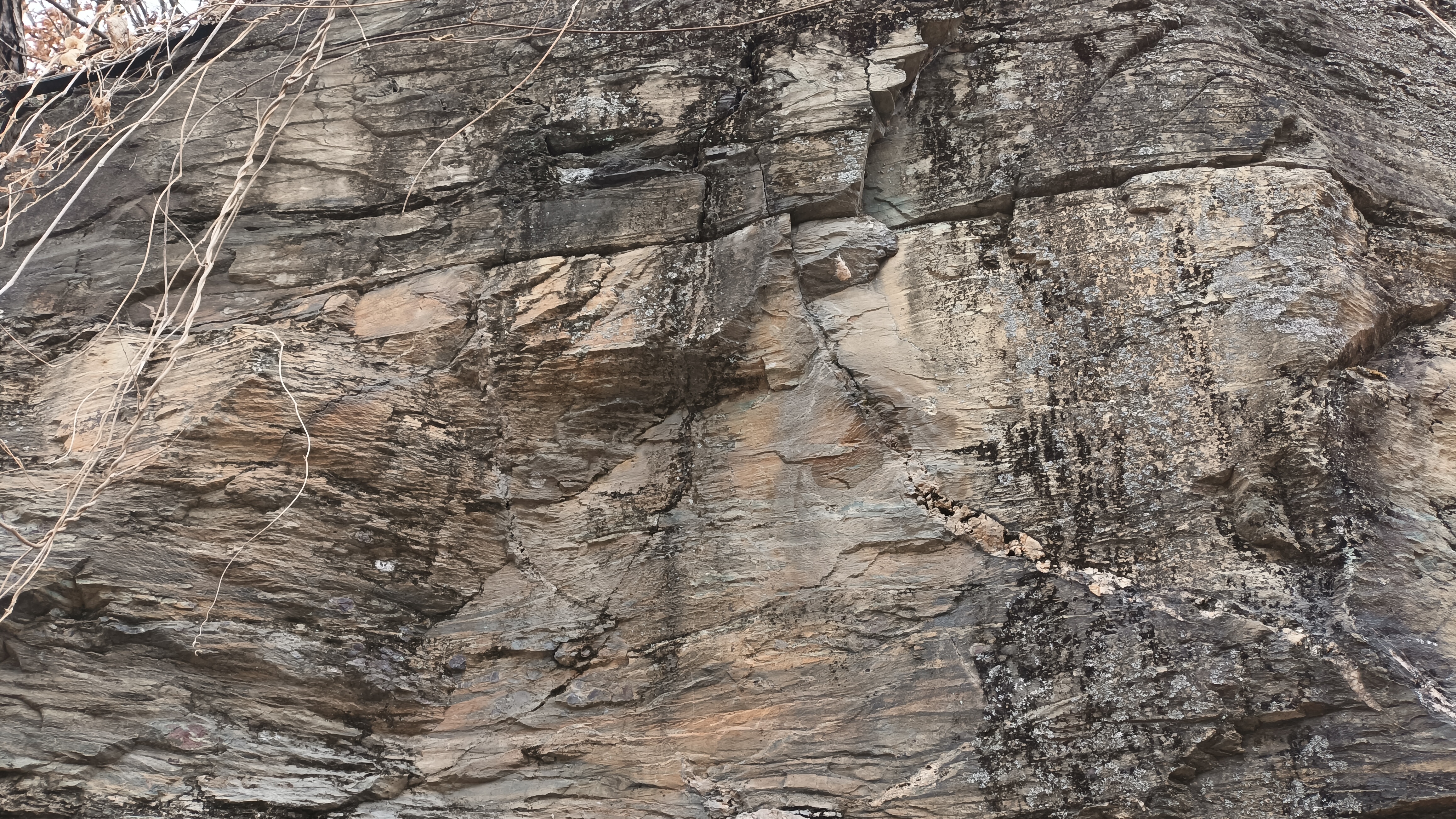
평안 누층군 만항층, 정선함백농공단지 오미아코리아 뒤편 함백로 도로변

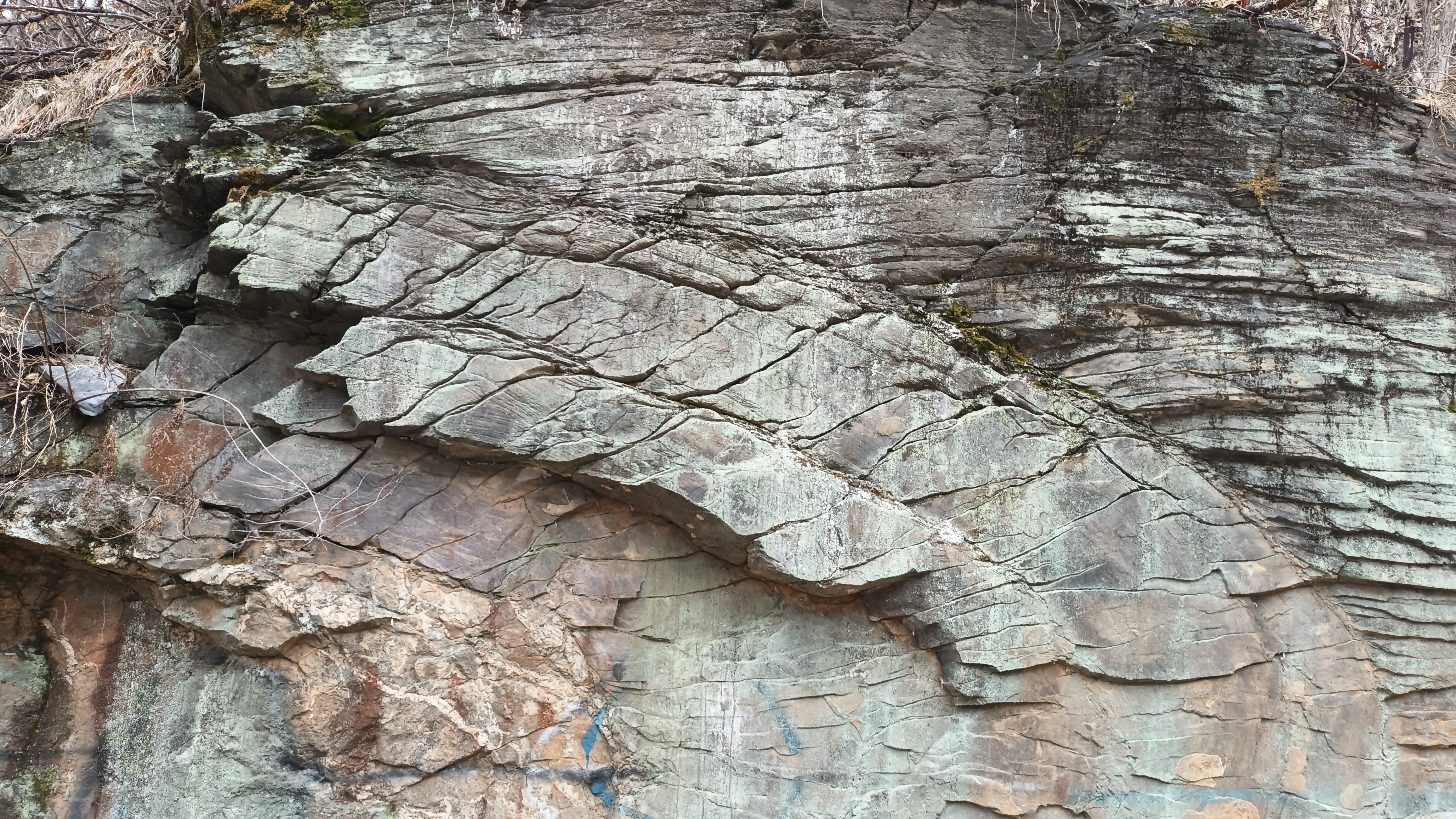
평안 누층군 만항층, 정선함백농공단지 오미아코리아 뒤편 함백로 도로변

만항층(晚項層, Manhang formation)은 대한민국 내 태백산분지에 분포하는 평안 누층군의 최하부 퇴적암 지층이며 지질시대는 고생대 석탄기로 과거의 홍점층에 해당한다. 만항층의 이름은 강원특별자치도의 정선군 고한읍 고한리 남동쪽의 만항 마을(만항재 부근)에서 유래되었다. 만항층은 하위의 조선 누층군 두위봉층과 부정합으로 접하고 상위의 평안 누층군 금천층과 정합으로 접한다.

## 개요
대한민국에 분포하는 평안 누층군은 최대 1,400 m의 두께를 가진다. 평안 누층군은 과거 하부로부터 홍점통(→만항층), 사동통(→금천층, 장성층), 고방산통(→함백산층, 도사곡층, 고한층), 녹암통(→동고층)으로 구분하였다. 코다이라(Kodaira, 1924)는 북한 지역의 평남 분지에 분포하는 후기 고생대 퇴적암층을 평안계(system)라고 제안하였고, 카와사키(Kawasaki, 1927)와 타테이와(Tateiwa, 1931)는 평안계를 4개의 통(series; 현재의 층군에 해당) 즉 홍점통, 사동통, 고방산통 그리고 녹암통으로 구분하였다. 남한 지역의 태백산 분지에 분포하는 평안 누층군의 층서는 일본 학자들과 태박산지구지하자원조사단(GICTR, 1962)에 의해 처음으로 북한 지역과 유사한 4개의 통으로 구분되었다. 그러나 분단 이후 북한 지역의 접근이 불가능해졌을 뿐 아니라 평남 분지와 태백산 분지로 대표되는 양 지역 간의 암상 차이 및 대비 문제가 점차 제기되었다. 이에 1969년 정창희는 삼척탄전을 평안 누층군의 표식지로 삼고, 그 층서를 하부에서부터 만항층, 금천층, 장성층, 함백산층, 도사곡층, 고한층, 동고층으로 새로 설정하였다. 그리고 만항층과 금천층을 고목층군, 장성층과 함백산층을 철암층군, 도사곡층, 고한층, 동고층을 황지층군으로 설정하였다. 이들 지층명은 오늘날 대한민국에 분포하는 평안 누층군의 표준 층서로 자리잡아 현재는 대부분의 연구자가 이 명칭을 사용한다. 조선민주주의인민공화국의 평남 분지에 분포하는 평안 누층군은 하부로부터 홍점통, 입석통, 사동통, 고방산통 등으로 분류된다. 현재까지도 북한 지역에서는 사동통의 하부를 후기 석탄기의 입석통으로 분리한 것을 제외하면 같은 층서를 사용하고 있다.
평안 누층군의 지질 계통표와 층서는 다음과 같다. 그간 평안 누층군을 대상으로 이루어진 많은 조사 연구가 석탄 개발을 목적으로 한 바, 평안 누층군의 분포지는 일반적으로 지역명 뒤에 탄전(炭田)이라는 명칭을 붙여 사용한다.
| 지질 시대                      | 지질 시대                    | 지질 시대    | 지역     | 지역       | 지역          | 지역     | 지역     | 지역     | 지역     | 지역     | 지역     |
| 기                             | 세                           | 절           | 삼척탄전 | 강릉탄전   | 정선-평창탄전 | 영월탄전 | 단양탄전 | 보은탄전 | 화순탄전 | 평남분지 | 두만분지 |
| ------------------------------ | ---------------------------- | ------------ | -------- | ---------- | ------------- | -------- | -------- | -------- | -------- | -------- | -------- |
| 중생대 삼첩기 201.3–252.17 Mya | 중세 237–247.2 Mya           | 아니시안     | 동고층   |            | 박지산층      |          | 동고층   |          | -        | 태자원통 |          |
| 중생대 삼첩기 201.3–252.17 Mya | 전세 247.2–252.17 Mya        | 인두안       | 동고층   |            | 상원산층      |          | 동고층   |          | -        | 태자원통 |          |
| 고생대 페름기 252.17–298.9 Mya | 로핑기아 252.17–259.8 Mya    | ch           |          |            |               |          |          |          | -        | 고방산통 | 송상통   |
| 고생대 페름기 252.17–298.9 Mya | 과달루페 259.8–272.3 Mya     | 카피탄       | 고한층   | (언별리층) | 옥갑산층      |          | 고한층   |          |          | 고방산통 | 송상통   |
| 고생대 페름기 252.17–298.9 Mya | 과달루페 259.8–272.3 Mya     | 워디안       | 도사곡층 | 망덕산층   | 옥갑산층      |          | 도사곡층 |          | -        | 고방산통 | 송상통   |
| 고생대 페름기 252.17–298.9 Mya | 과달루페 259.8–272.3 Mya     | 로디안       | 도사곡층 | 망덕산층   | 옥갑산층      |          | 도사곡층 |          | 천운산층 | 고방산통 | 송상통   |
| 고생대 페름기 252.17–298.9 Mya | 시수랄리아 272.3–298.9 Mya   | 쿤쿠리안     | 함백산층 | 함백산층   | 옥갑산층      |          | 함백산층 | 함백산층 | 천운산층 | 고방산통 | 계룡산통 |
| 고생대 페름기 252.17–298.9 Mya | 시수랄리아 272.3–298.9 Mya   | 아르틴스키안 | 장성층   | 장성층     | 장성층        | 미탄층   | 장성층   | 장성층   | 함탄층   | 사동통   | 계룡산통 |
| 고생대 페름기 252.17–298.9 Mya | 시수랄리아 272.3–298.9 Mya   | 사크마리안   |          |            | 밤치층        | 밤치층   |          | 밤치층   |          | 사동통   | 암기통   |
| 고생대 페름기 252.17–298.9 Mya | 시수랄리아 272.3–298.9 Mya   | 아셀리안     |          |            | 밤치층        | 밤치층   |          | 밤치층   | 입석통   |          | 암기통   |
| 고생대 석탄기 252.17–298.9 Mya | 펜실베이니아 298.9–323.2 Mya | 모스크바     | 금천층   | 금천층     | 금천층        | 판교층   | 금천층   |          | 오음리층 | 홍점통   |          |
| 고생대 석탄기 252.17–298.9 Mya | 펜실베이니아 298.9–323.2 Mya | 모스크바     | 만항층   | 만항층     | 만항층        | 요봉층   | 만항층   | 만항층   | 용마산층 | 홍점통   |          |
| 고생대 석탄기 252.17–298.9 Mya | 펜실베이니아 298.9–323.2 Mya | 바시키르     | 만항층   |            | 만항층        | 요봉층   | 만항층   |          | 용마산층 |          |          |

## 삼척탄전

### 암상
만항층은 하부의 조선 누층군을 부정합으로 덮으며 주로 회적색 또는 녹회색의 셰일, 담녹색, 담녹회색의 세립 내지 조립사암, 백색 내지 회색의 석회암 및 담색, 회적색 또는 잡색의 역암으로 구성된다. 간혹 얇은 탄층을 포함하는 흑색 사암 및 셰일, 암회색 셰일이 협재된다. 본 층 하부에는 갈철석의 철광층이 두께 30 cm로 협재되는 경우가 있으며 (동해탄광 남부 1갱 부근) 이는 사질이고 사층리로 구성됨이 특징이다. 본 층의 암회색 셰일은 그 풍화면이 녹회색을 띠는 곳도 있다.(함백광업소) 본 층의 셰일은 섬세한 엽리를 잘 보여준다. 
강동탄광의 석회암 직상위에 놓인 회녹색 셰일에서 산호 화석이 발견되었다. 만항층의 기저에는 분급도가 양호한 직경 1 cm 내외의 역으로 된 역암이 수십 cm~2 m 두께로 나타남이 특징이다. 사암은 판상 또는 렌즈상으로 나타나며 주로 중립 내지 조립질이고 함력(含礫)질이다. 석회암은 괴상(塊狀)이고 방추충, 코노돈트, 완족류, 해백합 줄기 화석 등을 포함하며 렌즈상으로 발달한다. 동해탄광 남부 1갱에서는 본 층 기저로부터 60 m 상위에 처트괴(塊)를 함유한 석회암층이 놓인다. 상부의 석회암은 보통 담회색이지만 흑색을 띠는 곳도 있다. 그러나 석회암에 인접한 사암 중에는 사층리가 발달하지 않는다. 본 층 하부에는 곳에 따라 점이 층리를 보이는 곳이 있다. 만항층의 두께는 185 (장성탄광) 내지 300 m (도계탄광 북서부)이다.
삼척탄전 서부 지역에서의 만항층은 주로 자색(赭色), 녹회색 내지 담회색 셰일과 담녹색 또는 담회색의 사암으로 구성되며 중부에 백색, 담회색 또는 담홍색의 얇은 석회암층이 3~4매 협재된다. 석회암 중에 방추충을 비롯하여 완족류, 해백합 줄기 등의 화석을 함유한다. 지역적으로 기저부에 박층의 역암이 발달하기도 한다.
함백산 단층 동부 태백시 문곡동-장성동 지역에서의 만항층은 조선 누층군 막동 석회암층을 부정합으로 덮고 있으며 만항층의 기저에는 직경이 4 cm 정도 되는 역(礫)들과 0.5~1 cm 크기의 석영립들이 함유되며, 기질은 중립질의 사암이다. 만항층은 암석의 색과 암석의 윤회로 보아 5개 부분으로 구분이 가능하다. 최하부는 암회색 내지 담회색의 중립-세립질사암과 사질셰일의 호층대로, 하부는 자색 셰일과 암회색 내지 담회색 사암의 호층대, 중부는 역질사암을 기저로 하여 암회색, 담회색 사암과 셰일의 호층대, 상부는 자색 및 녹회색 셰일과 암회색 내지 녹회색 사암과의 호층대, 최상부는 암회색 셰일과 사암의 호층대로서 석탄층을 포함하며 상부에 암회색 석회암이 협재된다.

### 화석
정창희(1969)에 의하면 삼척탄전 지역의 만항층은 적색과 녹회색 셰일과 사암, 백색~회색의 석회암과 적색 역암으로 구성되며 곳에 따라 석탄이 함유된 흑색 사암과 셰일이 협재된다. 셰일과 사암의 색은 보라색과 초콜릿색을 포함한 적색, 청색을 포함한 녹색, (암)회색, 갈색을 포함한 노란색 그리고 백색 5가지로 나누어진다. 이 층의 기저부는 대개 두께 2~6 m의 조잡한 사암이며 기저 역암이 협재되기도 한다. 황지-도계 지역에서 기저 역암층은 15~20 cm 두께로 나타난다. 만항층 내에는 두께 1 m 이하(일부 지역에서 5 m 까지 증가)의 석회암층이 3~4매 협재된다. 하부의 석회암은 대개 흰색이나 위로 갈수록 회색의 경향을 보이며 가끔 암회색이나 흑색도 있다. 암상은 곳에 따라 다르며 장성층의 평균 두께는 200 m 이나 장성 광산에서 250 m, 철암리에서 185 m, 도계 북서부에서 300 m이다. 정창희는 정암 탄광의 만항층 기저부에서 4 m 직상부의 기저부 사암에 협재된 셰일에서 식물 화석을 발견하였고 이는 Neuropteris pseudovata Gothan et Sze.로 확인되었다. 만항층 석회암에서의 방추충(푸줄리나) 화석은 희귀하지만 장성과 도계 광산의 만항층에서 Fusulinella, Pseudowedekendellina, Eostaffella etc. 가 발견되었다. 만항층의 식물 및 방추충 화석은 석탄기 펜실베이니아세 모스크바절(Moscovian, 모스코비안)을 지시한다.
정창희(1973)의 조사 당시 방추충 화석에 의한 지질 시대는 석탄기 모스코비안(Moscovian) 하부에 대비되는 지층으로 설정되었다. 만항층은 원래 홍점층이라고 불려 왔으며 이는 1940년에 삼척탄전의 지질도를 작성할 때 겉보기로 평양 부근에 발달된 평안계 하부 지층인 홍점통과 비슷해 이와 대비하여 부르기 시작한 것에서 기인한다. 그러나 삼척탄전에서의 이 층에서 발견된 방추충 화석은 모스코비안 하부의 것이다. 평양 부근의 홍점층에서는 모스코비안 하부에서 상부에 걸친 방추충이 나타나는 것으로 알려져 있어 삼척탄전에 홍점층이라는 명칭을 사용하는 것은 잘못된 것이다. 만항층 기저부에서의 정암(旌巖)탄광 태백갱 입구에 나타난 바와 같이 탄질인 사질암층에 Neuropteris psedovata가 포함된다. 이는 모스코비안의 식물 화석이므로 이 부근의 만항층은 그 기저로부터 모스코비안임을 지시한다. 삼척탄전에서의 만항층은 두께 200 m에 하부는 사암이 우세하고 기저에서 100 m 위에 50 cm 내외의 석탄층을 협재하는 곳(정암탄광 부근)이 있으며 같은 위치에 Neuropteris, Lepidodendron 등의 식물 화석을 포함하는 곳(동해탄광)이 있다. 방추충 화석이 많이 나오는 석회암층은 2~3매 협재되며 주로 담색이나 회색인 경우도 있다. 만항층이 명명된 만항 마을(지금의 정선군 고한읍 고한리 남동부) 부근에서는 기저부에서 50, 100, 150 m 상위에 석회암층이 협재되어 있다. 석회암층은 연장이 길지 못해 렌즈상인 것으로 보인다.
전희영(1985, 1987)은 만항층에서 Annularia pseudostellata Potonie, Annularia stellata Schlotheim, Calamites suckowii Brongniart 등의 식물 화석을 발견하였다.
김종헌(1989)은 함백산 남쪽에 있는 삼척탄전의 만항층에서 석탄기 모스코비안의 식물 화석을 발견하였다. 이 지역의 만항층은 주로 적색 내지 녹회색의 셰일과 사암으로 구성되고 석회암이 3~4매 협재된다. 발견된 식물 화석은 다음과 같다.
- Lipidodendropsis sp. (인목)
- Sublepidodendron spp.(A-C)
- Lepidodendron sp.
- Lepidostrobophyllum hastatum (Lesquereux)
- L. longitriangulare Kawasaki
- L. Koreanum Kawasaki
- Stigmaria rugulosa Gothan
- Calamites? sp.
- Pecopteris? sp.
- Sphenopteris? sp.
- Neuropteris sp. cf.
- N. gigantea Sternberg
- N. sp. cf. N. ovta Hoffmann
- Linopteris sp.
- Cordaites parvifolius Kawasaki
- Samaropsis sp.

박수인(1989)에 의하면 사북-고한 지역에서의 만항층은 주로 적색 셰일, 녹회색 셰일, 및 담회색 셰일과 담녹색 내지 담회색의 중립 내지 조립의 사암으로 구성되며 일부 지역에서는 구성 입자의 크기가 4~5 mm 정도의 극조립의 사암이 관찰된다. 이 지층은 수직적인 암상의 변화를 보인다. 사북-고한 지역의 만항층은 암상에 의해 하부와 상부로 구분된다. 하부 만항층은 역질 사암, 담녹색 내지 백색 극조립 사암, 적색 셰일로 구성된다. 이 하부층을 구성하는 사암은 석영으로 구성되며 원마도와 분급도는 불량하다. 상부 만항층은 담녹색의 세립 내지 중립 사암과 적색 셰일로 구성된다. 곳에 따라서는 담녹색 사암과 적색 셰일이 교호하는 현상이 관찰되며 이는 이들이 퇴적될 당시 해퇴와 해침 현상이 되풀이되었음을 암시한다. 상부 만항층에는 담갈색 석회암이 렌즈상으로 협재된다. 이 석회암에는 Idiognathodus delicatus, Hindeodus minutus, Neognathodus bothrops,N. medexultimus, Streptognathodus n. sp. A 등의 코노돈트가 산출된다. 특히 Streptognathodus n. sp. A는 만항층에서만 산출된다. 하부 만항층의 암석 색깔은 적색이 우세한 반면 상부층에서는 녹색이 보다 많이 관찰된다. 이 지층의 두께는 250~300 m 정도이다.
이종덕(1992)은 강원도 정선군 신동읍에 위치한 함백탄광 일대에 분포하는 홍점층(논문에서는 과거의 명칭인 홍점층을 사용했으나 본 문서에서는 이하 만항층으로 기술한다.)에 대한 코노돈트의 생층서를 연구하였다. 평안 누층군의 기저층인 만항층은 함백탄광 남부 운탄로의 절단면을 비롯한 인접 계곡에서 그 노출이 좋은데 주로 회색, 담녹회색의 셰일, 사질 셰일과 사암 그리고 석회암으로 구성되어 있으며 암석 색의 변화는 층준에 따른 어떤 순서도 보이지 않는 것은 다른 지역에 분포된 만항층과 같은 양상이다. 본 지역의 만항층은 조선 누층군 위에 경사 부정합으로 놓이며 습곡에 의해 복잡한 구조를 나타내고 단층에 의해 절단되어 있어 전체 두께를 알기 어려우나 대체로 150~200 m로 추정된다. 연구를 위해 함백탄광 운탄선 부근, 사무실 옆 계곡, 설령 계곡, 자미갱 입구, 두위 900갱 부근, 함백역 앞 개울가에 드러난 만항층에 협재된 석회암에서 표품을 채취하고 20개의 표품에서 342개체의 코노돈트 화석이 산출되었다. 산출된 코노돈트 화석은 9속 17종으로 분류되었고 Idiognathodus 속을 주로 하고 Idiognathidus, Neognathidus 속이 산출되었으며 종의 다양성이 비교적 적다. 코노돈트 화석의 층서적 분포에 의하면 만항층 하부에는 Idiognathoides sulcatus Zone이 있고 상부에는 Neognathodus both rops Zone이 있음이 확인되었으며 이 화석대를 이미 연구된 북미와 유럽의 코노돈트 화석대와 대비하여 볼 때 만항층의 하부는 북미의 모르완(Morrowan, 소련의 Bashikirian)의 하부에서 중부에 대비되며 만항층 상부는 아토칸(Atokan) 상부 내지 데스모이네시안(Desmoinesian) 하부에 대비됨을 알 수 있다.
원명숙(1999)은 통리재-도계읍 일대에 분포하는 만항층과 금천층의 석회암에서 산출되는 코노돈트와 그 생층서를 연구하였다. 만항층의 석회암에서 Idiognathodus delicatus, Neognathodus bothrops, Neognathodus medexultimus, Streptognathodus n. sp. A Park, Hindeodus minutus가 산출되어 Neognathodus bothrops 생층서대가 설정되었고 지질시대는 중기 석탄기의 아토칸(Atokan, 모스크바절)조로 정해졌다.
박수인과 오재경(2000)은 삼척탄전 태백시 지역에 분포하는 만항층과 금천층의 석회암에서 코노돈트 화석을 연구하였다. 이 지역의 만항층 하부는 담청색/담회색 사암으로, 중부와 상부는 적자색 셰일, 담갈색/담회색 사암으로 구성된다. 싸리재 부근의 만항층 상부에는 두께 60 cm 내지 1 m의 담회색 렌즈상 석회암이 협재되며 이 석회암은 소형 유공충, 방추충, 해백합 줄기, 성게류의 파편 등으로 구성된다. 대체로 만항층의 주향은 북동 60~80°, 경사는 북서 20~30°이다. 만항층의 석회암에서는 Neognathodus bothrops, Neognathodus medexultimus, Hindeodus minutus, Diplognathodus coloradoensis, Diplognathodus edentulus, Idiognathodus delicatus, Streptognathodus elegantulus, Streptognathodus sp. 등이 산출되어 만항층과 금천층의 석회암이 해수의 순환이 좋은 얕은 바다에서 퇴적되었음을 지시한다.
박수인과 선승대(2001)는 삼척탄전 태백시 지역의 만항층과 금천층의 코노돈트 화석군을 조사하고 생층서대를 설정하였다. 이 지역의 만항층은 두께 150 m에 사암으로 구성되고 일부 기저역암이 발달한다. 싸리재, 금천리, 심포리, 예낭골의 만항층 상부에는 두께 0.6~1 m의 석회암이 협재되며 이는 대부분 생물 파편으로 구성된다. 만항층의 석회암에서 Idiognathodus delicatus, Hindeodus minutus, Streptognathodus sp., Diplognathodus coloradoensis, Neognathodus bothrops 및 Neognathodus medexultimus이고, 이들 코노돈트에 근거해 만항층의 코노돈트 생층서대는 Neognathodus bothrops 생층서대로 지정될 수 있다. 지질시대는 중기 석탄기의 아토칸조(Atokan stage)에 대비된다. 이 연구에서 연구자들은 다음 7개 지점에서 석회암의 표품을 채취하였다.
| 위치                                   | 좌표                                                                | 지층과 암석            |
| -------------------------------------- | ------------------------------------------------------------------- | ---------------------- |
| 싸리재 부근 국도 제38호선 도로변       | 북위 37° 11′ 55″ 동경 128° 55′ 30″ / 북위 37.19861° 동경 128.92500° | 만항층 렌즈상 석회암   |
| 태백고원육상훈련장 사무실 부근 절개지  | 북위 37° 09′ 16″ 동경 128° 55′ 17″ / 북위 37.15444° 동경 128.92139° | 금천층 석회암          |
| 예낭골 마을 개울가                     | 북위 37° 11′ 15″ 동경 129° 00′ 35″ / 북위 37.18750° 동경 129.00972° | 만항층과 금천층 석회암 |
| 심포리 마을에서 38번 국도쪽으로 소로변 | 북위 37° 10′ 47″ 동경 129° 02′ 12″ / 북위 37.17972° 동경 129.03667° | 금천층 석회암          |
| 신번지 계성농장 양계장에서 상류쪽      | 북위 37° 11′ 18″ 동경 129° 01′ 34″ / 북위 37.18833° 동경 129.02611° | 금천층 석회암          |
| 신번지 국도 제38호선 도로변            | 북위 37° 11′ 16″ 동경 129° 01′ 57″ / 북위 37.18778° 동경 129.03250° | 금천층 상부석회암      |
| 금천동 최초석탄발견기념비탑 부근       | 북위 37° 05′ 59″ 동경 129° 00′ 06″ / 북위 37.09972° 동경 129.00167° | 만항층과 금천층 석회암 |

- 만항층에서 발견되는 방추충 화석 Fusulinella, Pseudowedekindellina, Eostafella 등의 식물 화석은 석탄기 펜실베이니아세 모스코비안(Moscovian)을 지시한다. 만항층에서 발견되는 식물 화석 Neuropteris gigantea, Neuropteris sp. cf. pseudovata, Sphenopteris, Lepidodendron incertum 등의 화석은 후기 석탄기를 지시한다.[19]
- 이현석과 조성권(2006)은 암상에 따라 만항층을 하부와 상부 두 부분으로 나누었다. 두께 15~40 m의 하부 만항층은 주로 하천 환경에서 쌓인 역암과 괴상 사암으로 구성되며 조립질 사암, 엽리상 이암, 흑색 셰일이 협재된다. 만항층 상부는 역암, 괴상 사암과 함께 보라색 생교란 실트스톤, 석회암 등으로 구성된다. 상부에는 유백색~회색의 괴상 입자암~팩스톤이 나타난다. 이 퇴적암상 조합은 해수면 상승에 따른 분지 침강 초기에 퇴적되었고 퇴적 환경은 삼각주, 해안 평야와 늪지대를 지시한다.[20]

## 영월탄전

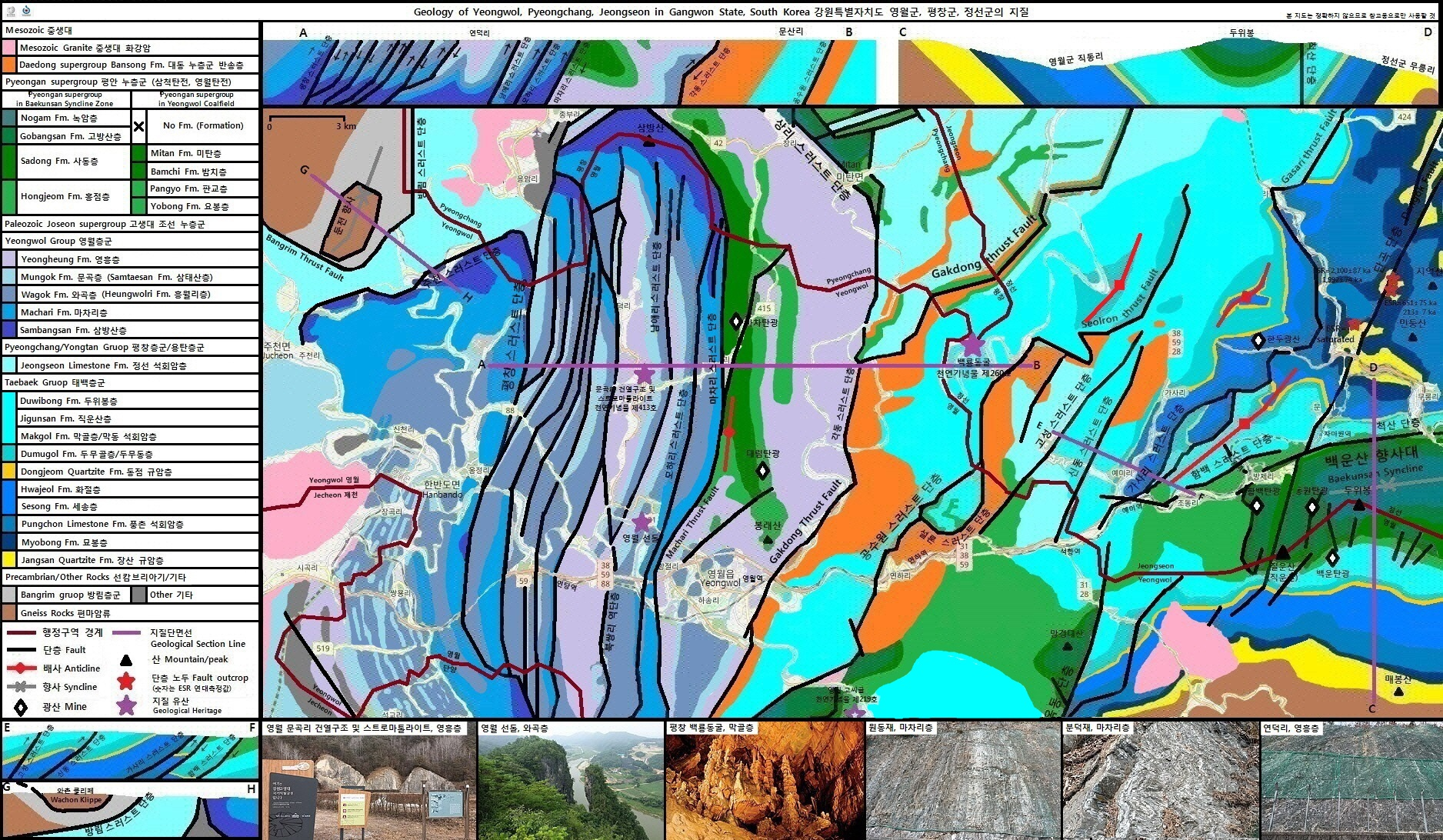
각동 단층을 기준으로 그 북서부에 있는 것이 영월탄전의 요봉층, 남동부에 있는 것이 삼척탄전 백운산 향사대의 만항층이다.

영월탄전에서는 요봉층이 타 지역의 만항층과 동일하다. 

## 강릉탄전
강릉탄전의 만항층(Manhang formation)은 평안 누층군의 최하부인 석탄기 지층으로 과거의 홍점층에 해당하며, 하부 지층인 조선 누층군 석병산층을 부정합으로 덮는다. 강릉탄전의 만항층은 다른 탄전의 만항층에 비해서 분포 면적이 넓고 두껍다. 강릉 지역의 만항층은 일반적으로 주로 담녹색 천매암 또는 셰일, 회색 내지 암회색 셰일이나 세립질 사암으로 구성되며, 특징적으로 다른 지역에서 잘 나타나는 적색 내지 적회색의 셰일이나 사암이 거의 관찰되지 않는다. 만항층 내에는 백색의 석회암이 렌즈상으로 협재하며, 중부에 2개의 얇은 석탄층이 보고되어 있다. 만항층은 강릉시 왕산면 도마리와 강릉시 강동면 임곡리 2개 지역에서 석병산층과 같이 분포한다.
왕산면 도마리에 분포하는 만항층은 녹회색 내지 회색의 천매암이 가장 우세하며, 점판암, 세립질 사암, 석회암이 일부 협재한다. 도마리의 만항층은 서북서-남동 방향의 축을 가지는 도마리 배사 습곡 구조에 의해 석병산층 양쪽에 분포한다.
강동면 임곡리 지역에서 만항층은 임곡 단층의 서편과 동편에 모두 분포한다. 서편에서는 석병산층의 상부에 부정합적으로 놓이며, 동편에서는 석병산층과 접하는 부분 없이 넓은 지역에 걸쳐서 분포한다. 임곡 단층 동편으로 넓게 분포하는 까닭은 남북 방향의 향사와 배사가 최소한 3조가 발달하면서 지층이 반복되기 때문으로 해석된다. 임곡 단층 동편의 만항층은 임곡교회 부근까지 분포하고, 임곡단층 서편에서는 강릉승마장 부근까지 분포하여, 임곡 단층에 따른 만항층의 겉보기 수평 변위량은 약 2.9 km에 이른다.

## 정선-평창탄전

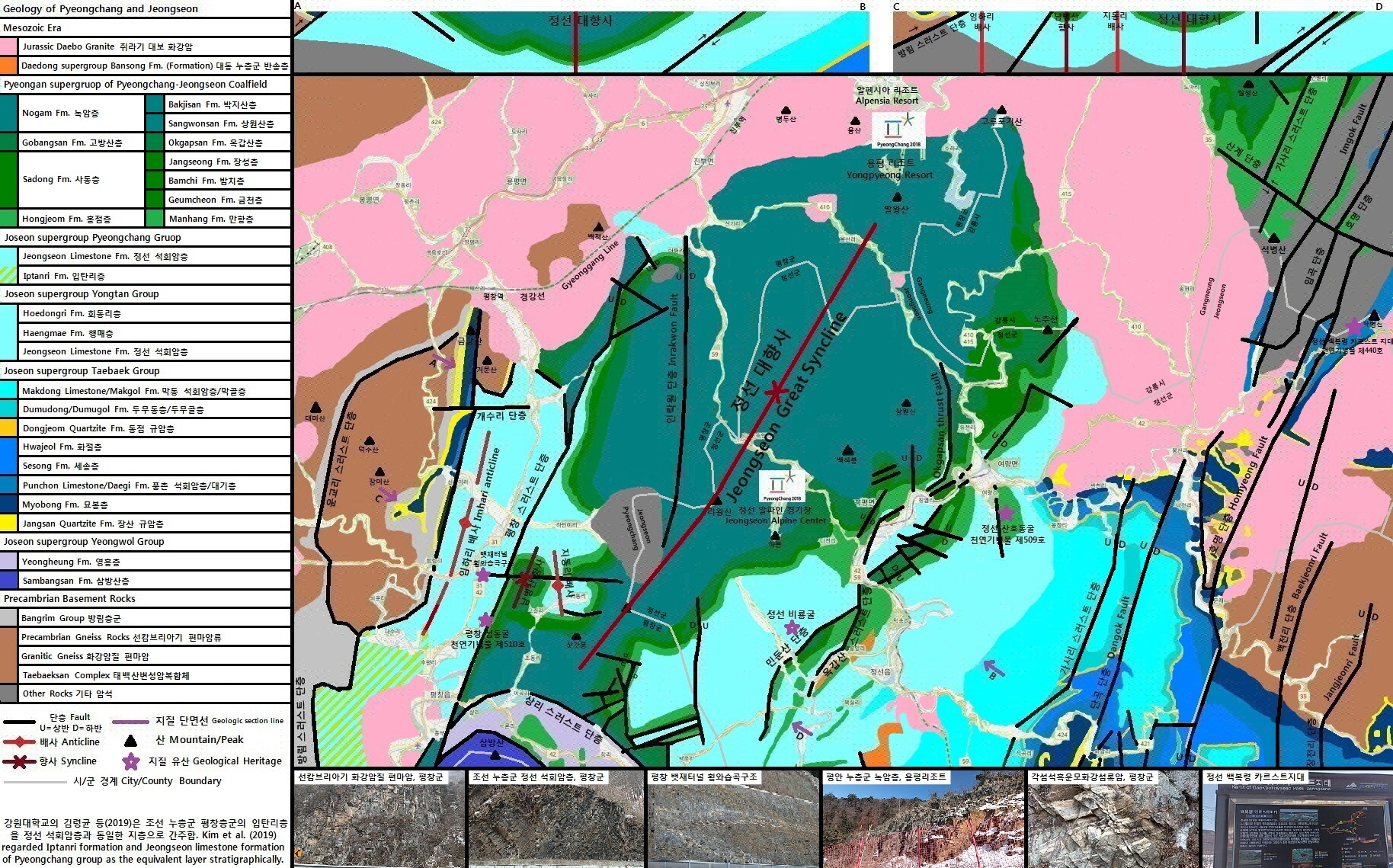
정선-평창탄전

정선-평창탄전의 만항층은 홍점층 하부에 해당하며 (암녹)회색 셰일, 녹(회)색 사질셰일, (담녹)회색 사암, 유백색-담회색 석회암 등으로 구성된다. 지층의 두께는 300~1,500 m이며 화석은 보고되지 않았다.

## 단양탄전
단양탄전의 만항층(Manhang formation)은 과거의 홍점층에 해당하는 지층이다. 과거의 홍점통(홍점층군)이란 이름은 평양 부근의 홍점이라는 지명에서 유래한 것으로 평양 부근의 석탄을 함유한 석탄기-페름기 하부의 홍색이 우세한 지층을 지칭한 것이었으나 삼척탄전과 단양탄전의 '홍점층'이라고 되어 있던 부분과 완전 같다고는 할 수 없어 만항층으로 부르게 하였다. 단양 지역 만항층의 주향은 북동 30~60°, 경사는 북서 30~50°이다. 
만항층은 단양탄전 동측에 0.5~1.5 km의 폭을 가지고 발달한다. 주로 자색(赭色) 셰일, 회색 중립사암으로 구성되며 백색 사암과 녹색, 회색 및 암회색 셰일 또는 이들의 호층(互層)으로 되어 있고 4 내지 7매의 담회색 내지 담황회색의 석회암을 렌즈상으로 협재한다. 이들 석회암 중에는 석탄기 모스코비안 전반을 지시하는 방추충(푸줄리나, Fusulinidae)의 화석이 포함되어 있다. 단양 부근에는 암회색 및 녹회색 셰일과 녹회색 사암의 호층으로 되어 있으며 암회색 셰일 중에는 회색 석회암이 2매 협재되어 있다. 이에도 동시대의 방추충 화석이 포함되어 있다. 단양탄전에서 만항층의 두께는 200~500 m로 비교적 두껍다.
손치무(1975)에 의하면 영춘면 지역의 만항층은 표식지인 만항재와 달리 상부의 두꺼운 셰일층이 없으며 영춘면에서는 습곡으로 반복 노출된 조선 누층군 두무골층 위에, 가곡면 보발리에서는 막동 석회암층 위에, 고수재 부근에서는 풍촌 석회암층 위에 직접 놓인다. 그리고 가곡면 사평리에서 한강을 건너 여천리로 가는 고개 길가에도 만항층의 녹색 셰일이 있고 그 밑에 장성층에 해당할 흑색 셰일이 있으며 여천갱내에서는 이 흑색 셰일 밑에 함백산층으로 추정되는 사암이 나타나, 손치무는 이 일대의 평안 누층군이 역전되어 있음을 주장하였다.
만항층은 주로 적색 셰일과 담녹색 조립사암으로 구성되는데 적색 셰일이 특징적이다. 사암은 얼핏 암맥(석영반암 내지 규장암)과 구별이 곤란하다. 적색 셰일 중에는 백색의 석회암층이 협재되어 있는데 대체로 렌즈상이어서 연속성이 약하다. 두께는 최대 1 m이며 셰일 중에서 밀려나와 있다. 백색 석회암 중에는 방추충이 보고되어 있다. 단양읍 고수리 동방 2 km 지역에서 조선 누층군 고성 석회암층을 부정합으로 덮으며 북동-남서 방향으로 발달한다. 만항층의 분포의 폭은 약 300 m이고, 그 두께는 200 m로 측정되며 단양읍 고수리에서 가곡면 덕천리로 가는 도로(고수재로)의 고개 부근에서는 금천층에 의해 덮여 있다. 고수리-도담리 일대에서는 역단층에 의해 조선 누층군 막동 석회암층, 고성 석회암층과 같이 수백 미터 상승하여 원래의 분포지인 기촌리 서쪽의 고수동굴 주변에 2회 반복 노출된다. 고수동굴 서쪽 700 m 도로변 절벽의 만항층은 북동 20°의 주향에 서쪽으로 40° 경사하나 주향과 경사에 국부적인 변화가 크다.
단양 지역의 만항층은 담갈색, 담회색 사암과 적색, 녹색 셰일, 백색 또는 담회색 결정질 석회암으로 구성되고 하부에 적색 셰일이 우세하게 발달하며 지층의 두께는 기촌리에서 263 m 정도이다. 만항층에서 Neognathodus bothrops, Hindeodus minutus, Idiognathoides opimus, Idiognathoides sinuatus, Diplognathodus coloradoensis, Diplognathodus orphanus, Declinognathodus lateralis, Declinognathodus noduliferus, Neogondolella clarki, Idiognathodus delicatus, Streptognathodus elegantulus 등의 코노돈트 화석이 산출되며 그 지질시대는 아토칸(Atokan) 및 모르완(Morrowan)이고 이 화석들에 근거하여 만항층에 Idiognathoides opimus 및 Neognathodus bothrops 코노돈트 생층서대가 설정되었다.

## 보은탄전
보은탄전(報恩炭田)은 충청북도 보은군 마로면, 옥천군 청성면과 청산면, 영동군 용산면, 경상북도 상주시 모서면 화현리와 화서면, 화동면 일대에 분포한다. 보은탄전의 만항층은 평안 누층군의 최하부 지층으로 주로 회색 내지 녹회색 사암이 우세하며 자색 사암과 회색 석회암이 협재된다. 본 층은 조선 누층군 대석회암층군을 부정합으로 덮으나 일부 지역에서 스러스트 단층으로 접하고 있다.

## 같이 보기
- 평안 누층군
  - 금천층
  - 장성층
  - 함백산층
- 조선 누층군
- 삼척시의 지질
- 태백시의 지질
- 정선군의 지질
- 평창군의 지질
- 영월군의 지질
- 단양군의 지질
- 한국의 지질
- 무연탄